# عروان (دهستان)
 عروان  (در عربی:  عُروان )
دهستانی است در عزلهٔ (ناحیة السبره)، در ناحیهٔ (السُفال)، از توابع استان اَبیَن، در کشور یمن در شبه جزیره عربستان. گویند:(عروان بن جشم بن عبد شمس) آن را بنیادگذاری نموده‌است. 

## جمعیت
جمعیت این دهستان در حدود ( ۱۰۱۷۹ ) نفر و (۲۳ خانوار ) می‌باشد. 

## روستاها
روستاهای توابع این دهستان عبارتند از:
- روستاها: العَرو
- روستاها: العروس
- روستاها: العُروق
- روستاها: بنو العریض
- روستاها: العُرة